# Galantina

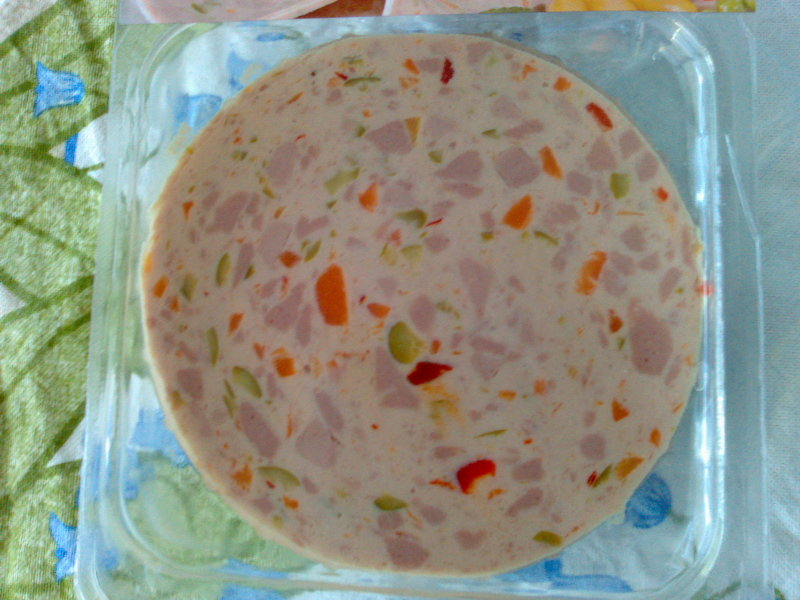
Fatia de galantina de vegetais.

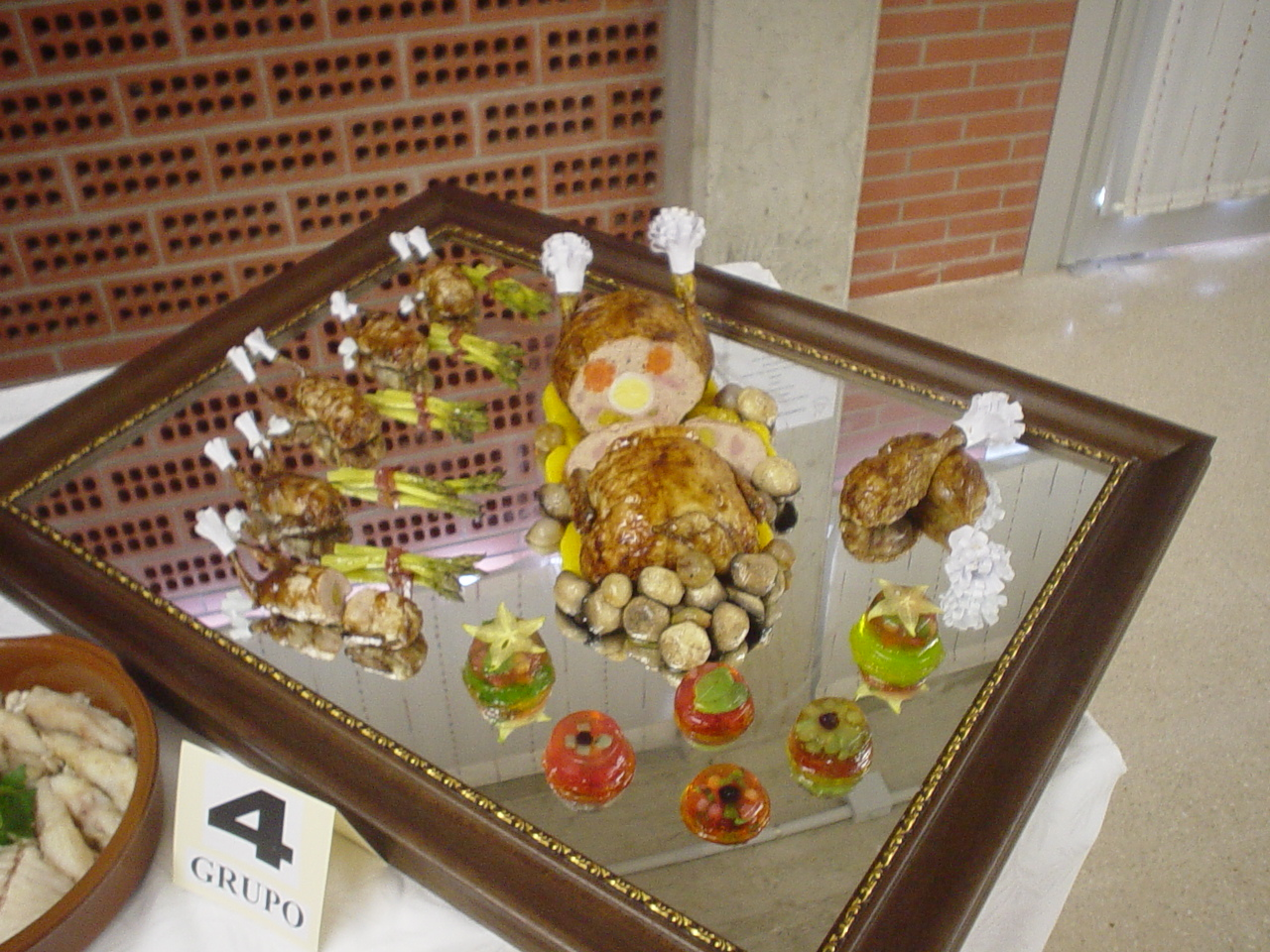
Galantina de pato com ovo.

Galantina ou também galantine é uma iguaria típica da culinária da França e também da culinária de Portugal. É confeccionada com diversos tipos de carnes desossadas, cobertas por uma camada de geleia. As carnes mais utilizadas são as de suíno, bovino, frango e faisão. É normalmente consumida fria, após ter sido escaldada. 
Por vezes, as galantinas são também recheadas com uma mistura de carnes picadas, peixe, vegetais, frutas, pão ralado e especiarias. Esta mistura pode ser picada diversas vezes, até se obter uma pasta mole. Quando se utiliza esta mistura, a galantina é normalmente prensada, sendo a pasta introduzida numa forma cilíndrica. 

## Tipos de galantinas portuguesas
As galantinas normalmente encontradas nos supermercados em Portugal pertencem à variante preparada com mistura prensada de carnes picadas. Para além desta mistura que lhes dá corpo, o recheio pode conter mais ingredientes, existindo, por exemplo, galantinas de azeitona, de vegetais (pedaços de cenoura e de pimentão vermelho), de cogumelos e de morcela. Tratando-se de uma carne fria, a galantina é normalmente consumida em sanduíches.

## Tipos de galantinas francesas
Alguns dos tipos mais comuns de galantinas em França são:
- Galantine de volaille: peito e pasta de frango, trufas, toucinho, pasta de fígado e pistácio.
- Galantine de canard: semelhante à galantina de frango, mas confeccionada com pato.
- Galantine de faisan: semelhante à galantina de frango, mas confeccionada com faisão.
- Galantine de marcassin: carne de javali, trufas, presunto, toucinho, língua, ovos e pistácios.
- Galantine d’agneau: borrego, salsa, cebola, fígado, língua, pepino pequenino e ovo.